# 5875 Kuga
5875 Kuga eller 1989 XO är en asteroid i huvudbältet som upptäcktes den 5 december 1989 av de båda japanska astronomerna Kazuro Watanabe och Kin Endate vid Kitami-observatoriet. Den är uppkallad efter japanen Naoto Kuga.
Asteroiden har en diameter på ungefär 7 kilometer.